# Gascoignella jabae
Gascoignella jabae is een slakkensoort uit de familie van de Platyhedylidae. De wetenschappelijke naam van de soort is voor het eerst geldig gepubliceerd in 2001 door Swennen.